# 大友義珍
大友 義珍（おおとも よしたか）は、江戸時代中期から後期にかけての高家旗本。
延享2年（1745年）3月15日、将軍徳川吉宗に御目見する。宝暦3年（1753年）4月8日、父義武の隠居により家督を相続する。宝暦12年（1762年）8月15日、高家職に就き、従五位下・侍従・近江守に叙任する。後に従四位上まで昇り、因幡守・式部大輔と改める。寛政2年（1790年）2月29日、高家肝煎となる。寛政9年（1797年）11月12日、老齢のために職務を免除される。享和3年（1803年）3月27日、隠居し養子（実弟）の義方に家督を譲る。隠居料500俵を支給される。文化2年（1805年）7月26日死去、享年78。法名は樹徳院義山道隣。墓地は玉林寺にある。